# Test Act
Els Test Acts són una sèrie de lleis penals angleses del segle xvii, que van instaurar la prohibició de diversos drets cívics, civils o de família pels catòlics romans i d'altres dissidents religiosos, anomenats no-conformistes. Van suposar diversos principis discriminatoris importants, sobretot l'exclusivitat de l'accés a les feines públiques pels anglicans, i van instituir el delicte de recusació de la fe anglicana.
El Test Act de Jaume I d'Anglaterra disposava que tots els creients sincers, de naixement o convertits, havien de rebre el sagrament de l'eucaristia. Això no va ser tanmateix pas abans el regnat de Carles II d'Anglaterra que per rebre la comunió segons la fe anglicana era precondició per ocupar una feina pública. La Corporation Act de 1661 imposà obligacions similars als membres de les corporacions.
El primer Test Act va ser seguit pel de 1673. Imposava a tota persona que ocupés una feina pública, civil o militar, prestar els juraments de lleialtat i de supremàcia (de l'Església d'Anglaterra), signar una declaració rebutjant la tesi de la transsubstanciació així com rebre els sagraments en els tres mesos següent de l'accés a la feina. El text es va estendre el 1678 a la noblesa.
L'obligació de rebre els sagraments per ocupar una feina pública va ser abolit pel rei Jordi IV del Regne Unit. Totes les mesures discriminatòries van ser abrogades per la Roman Catholic Relief Act de 1829.
Els Test Acts van ser prohibits als Estats Units en virtut de l'article VI de la seva constitució.
El Canadà va ser la primera colònia britànica a abolir aquesta disposició en l'acta del Quebec l'any 1774; la colònia era de majoria catòlica i no donava suport a que l'1% dels habitants controlessin el conjunt de les funcions de l'Estat.